# Segnende Priesterhände

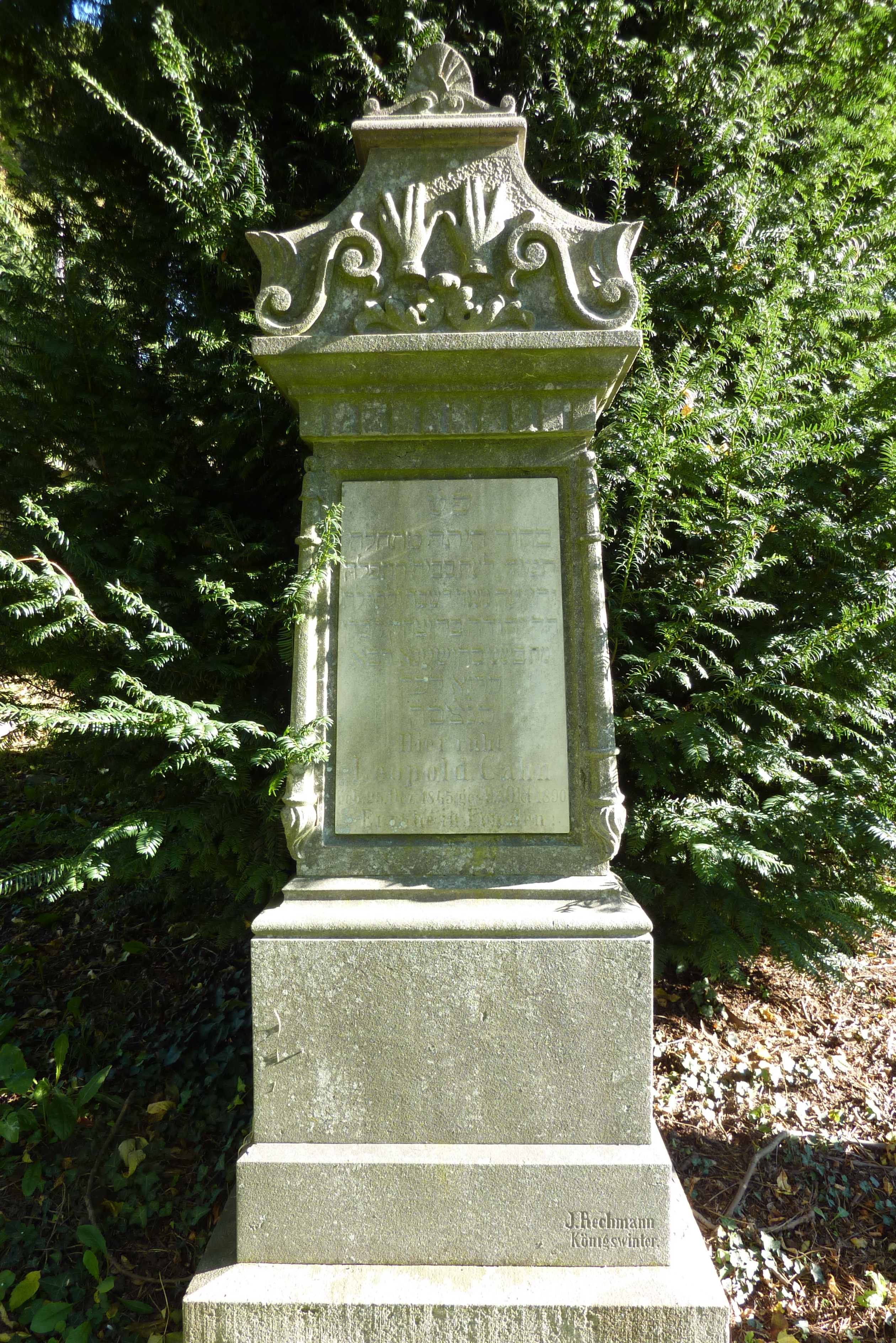
Grabstein auf dem jüdischen Friedhof Linz am Rhein

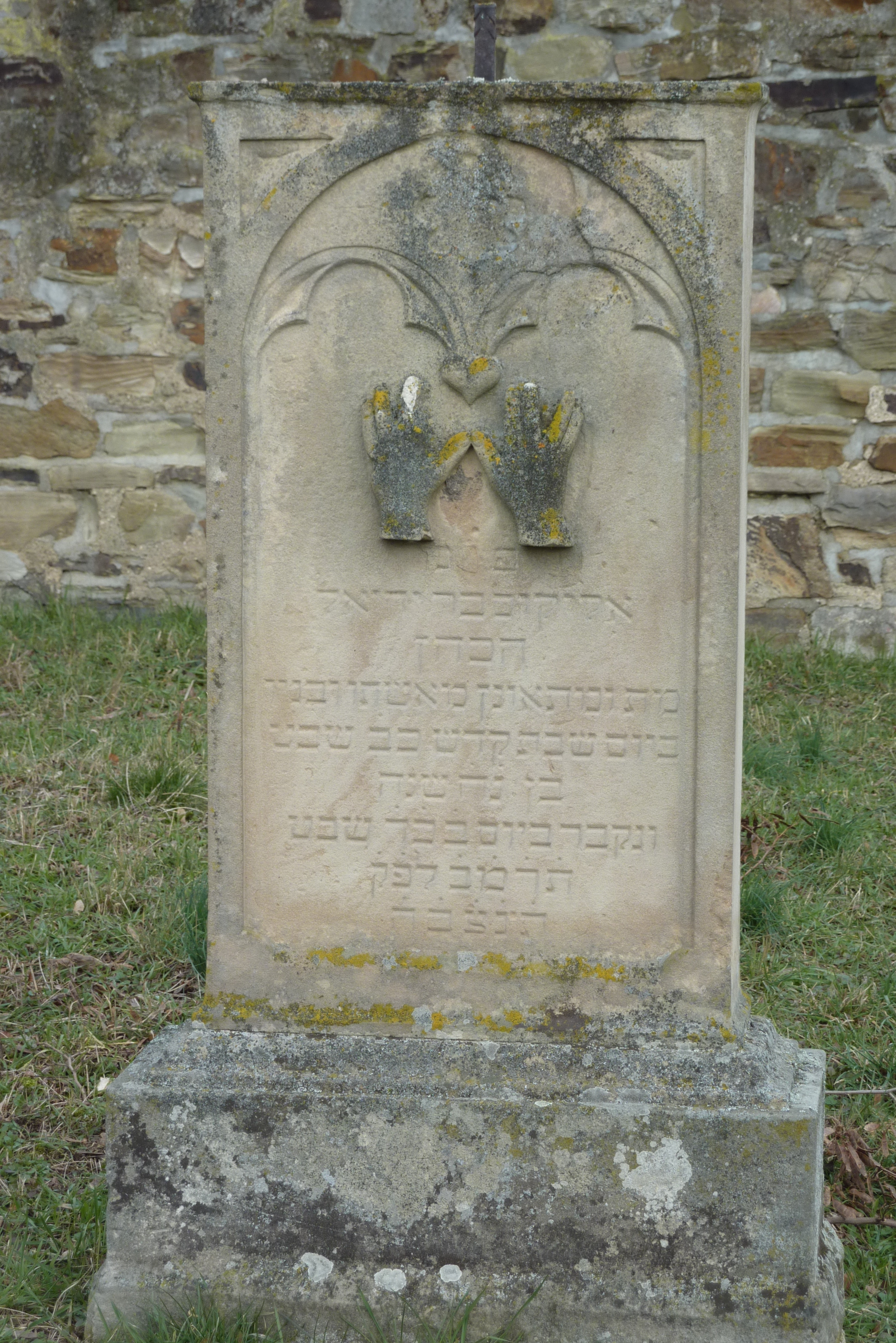
Grabstein auf dem jüdischen Friedhof Ahrweiler

Segnende Priesterhände als Symbol auf Grabsteinen jüdischer Friedhöfe
weisen auf die Abkunft aus dem aaronidischen Priestergeschlecht der Kohanim hin. Diese waren im Tempel für die Darbringung der Opfer zuständig und sprachen den Segen über das Volk. Bei diesem Segen, der sich bis heute in der Synagoge erhalten hat, erhebt der Kohen die Hände in der charakteristischen Fingerhaltung: Daumen, sowie Ring- und kleiner Finger, werden von Zeigefinger mit Mittelfinger abgespreizt (🖖). Die Geste wird als Nachbildung des Buchstabens Sin des hebräischen Alphabets interpretiert, das den ersten Buchstabens des Wortes (El) Shaddai (der Allmächtige) abbilden soll.
Die Abbildung der segnenden Hände ist an Gräbern der Angehörigen des Priestergeschlechts zu finden. Da die Zugehörigkeit zum Priesterstamm über die männliche Linie vererbt wird, ist das Symbol bei Frauen eher selten anzutreffen.

## Sonstiges
In dem Fernsehfranchise Star Trek ist der jüdische Priestersegen auch bekannt als vulkanischer Gruß, eingeführt vom jüdisch erzogenen Leonard Nimoy.
Als Emoji ist 🖖 in Unicode mit dem Code U+1F596 berücksichtigt und daher in UTF sowie als HTML-Entität darstellbar.